# Терещенко Олександр Максимович
Олександр Максимович Терещенко (25 вересня 1909, місто Єлисаветград Херсонської губернії, тепер місто Кропивницький — ?) — український радянський діяч, 1-й секретар Борщівського районного комітету КП(б)У Тернопільської області, 1-й секретар Стрийського і Дрогобицького райкомів КПУ Дрогобицької (Львівської) області.

## Біографія
Народився в родині робітника. З 1924 по 1928 рік — учень Будинку робітників-підлітків у Єлисаветграді (Зінов'ївську).
У 1928—1929 роках — коваль-інструментальник Зінов'ївського заводу сільськогосподарських машин «Червона Зірка». Одночасно навчався у вечірньому металургійному технікумі.
У липні 1929—1930 роках — у Червоній армії.
У 1930—1932 роках — заступник директора Зінов'ївського сільськогосподарського технікуму.
Член ВКП(б) з 1931 року.
У 1932—1933 роках — секретар партійного комітету Зінов'ївської контори «Союзтранс».
У 1933—1936 роках — секретар партійного комітету радгоспу «Червоний партизан» Одеської області.
У 1936—1939 роках — голова виконавчого комітету Жовтневої районної ради депутатів трудящих Одеської області.
У жовтні 1939—1941 роках — інструктор, заступник завідувача сільськогосподарського відділу Тернопільського обласного комітету КП(б)У; завідувач військового відділу Тернопільського обласного комітету КП(б)У.
З 1941 року — в Червоній армії, на Південно-Західному фронті, учасник німецько-радянської війни. Потім перебував на відповідальній партійній і радянській роботі в тилу.
У 1944—1951 роках — голова виконавчого комітету Копичинської районної ради депутатів трудящих Тернопільської області; 1-й секретар Борщівського районного комітету КП(б)У Тернопільської області.
У квітні 1951 — червні 1959 року — 1-й секретар Стрийського районного комітету КПУ Дрогобицької області.
У червні — жовтні 1959 року — голова виконавчого комітету Стрийської районної ради депутатів трудящих Львівської області.
У жовтні 1959 — квітні 1962 року — 1-й секретар Дрогобицького районного комітету КПУ Львівської області.
На 1965—1970 роки — директор Дрогобицької автоколони № 2208. Із 1970 року — начальник Дрогобицької транспортно-експлуатаційної контори.
Потім — персональний пенсіонер республіканського значення. До 1986 року — голова ради ветеранів КПУ міста Дрогобича.
У 1986 році засуджений на 13 років позбавлення волі за вбивство пенсіонера-ветерана партії. 12 липня 1986 року виведений із складу Дрогобицького міського комітету КПУ «за компроментацію звання комуніста».

## Звання
- майор

## Нагороди
- орден Вітчизняної війни І ступеня (1.02.1945)
- два ордени Трудового Червоного Прапора (23.01.1948, 26.02.1958)
- медаль «За оборону Сталінграда»
- медаль «За перемогу над Німеччиною у Великій Вітчизняній війні 1941—1945 рр.» (1945)
- медалі